# Lacroix-Barrez
 Lacroix-Barrez  là một xã ở tỉnh Aveyron, thuộc vùng Occitanie ở miền nam nước Pháp.